# Syriza
Syriza lub Koalicja Radykalnej Lewicy (gr. Συνασπισμός Ριζοσπαστικής Αριστεράς, ΣΥΡΙΖΑ) – grecka lewicowa, umiarkowanie eurosceptyczna partia polityczna, powstała jako koalicja radykalnie lewicowych, eurokomunistycznych, trockistowskich i alterglobalistycznych ugrupowań politycznych. Poglądy partii określane są jako demokratyczno-socjalistyczne i lewicowo-narodowe, a także ekosocjalistyczne i alterglobalistyczne.

## Historia
Koalicja powstała w 2004 na potrzeby wyborów do Parlamentu Hellenów. Zawiązała ją grupa partii i organizacji społecznych, wśród których największą była Sinaspismos, a także m.in. grupa osób związanych poprzednio z Komunistyczną Partią Grecji. Do bloku przyłączały się kolejne stronnictwa, w 2007 Syriza liczyła ponad 10 kolektywnych uczestników.
W wyborach krajowych w 2004 koalicja otrzymała 3,3% głosów i 12 mandatów. Wkrótce doszło do kryzysu, na skutek czego Sinaspismos wystartowała samodzielnie do Europarlamentu w tym samym roku. Ostatecznie doszło do odnowienia koalicji, która w wyborach w 2007 zdobyła 5,0% głosów i 14 mandatów. Dwa lata później poparło ją 4,6% wyborców, co przełożyło się na 13 miejsc w parlamencie. W Parlamencie Europejskim w 2009 przedstawicielem Syrizy został Nikolaos Chundis, zasiadający w grupie Zjednoczonej Lewicy Europejskiej i Nordyckiej Zielonej Lewicy. W przedterminowych wyborach krajowych w maju 2012 koalicja z wynikiem blisko 17% zajęła drugie miejsce za Nową Demokracją, zdobywając 52 mandaty. W kolejnych wyborach przeprowadzonych w czerwcu tego samego roku z wynikiem prawie 27% (71 mandatów) ponownie uplasowała się na drugim miejscu.
Strona internetowa Syrizy wymieniała kilkanaście współtworzących ją ugrupowań socjaldemokratycznych, maoistowskich, komunistycznych, reprezentujących nurty ekosocjalistyczne i tzw. socjalizm demokratyczny. W maju 2012 Syriza złożyła do Sądu Najwyższego wniosek o zarejestrowanie jej jako jednolitej partii politycznej.
W maju 2014 Syriza wygrała wybory europejskie, uzyskując około 26,6% głosów (6 mandatów). W styczniu 2015 zwyciężyła natomiast w przedterminowych wyborach parlamentarnych – otrzymała ponad 36,3% głosów i 149 mandatów w 300-osobowym parlamencie. 26 stycznia tegoż roku jej lider Aleksis Tsipras został zaprzysiężony na stanowisku premiera. W lipcu 2015 zdecydowana większość deputowanych Syrizy głosowała za ustawą o reformach oszczędnościowych będących warunkiem kredytodawców udzielenia Grecji kolejnej pomocy, jednakże przeciwko tej decyzji głosowali m.in. były minister finansów Janis Warufakis, minister energetyki Panajotis Lafazanis i przewodnicząca parlamentu Zoi Konstandopulu. W sierpniu 2015 Panajotis Lafazanis rozpoczął tworzenie nowego ugrupowania pod nazwą Jedność Ludowa, do którego przystąpiło 25 posłów Syrizy.
We wrześniu tegoż roku odbyły się przedterminowe wybory, które Syriza ponownie wygrała (35,5% głosów i 145 mandatów). Jej lider po miesiącu powrócił wówczas na urząd premiera. W maju 2019 partia utrzymała 6 mandatów w wyborach do PE, jednak została pokonana przez Nową Demokrację, co skutkowało rozpisaniem przez premiera przedterminowych wyborów krajowych. W wyniku głosowania z lipca tegoż roku Syrizę poparło 31,5% głosujących (86 mandatów). Nowa Demokracja uzyskała wówczas większość, w związku z czym partia Aleksisa Tsiprasa przeszła do opozycji. W wyborach z maja 2023 i czerwca 2023 formacja odnotowywała dalsze spadki poparcia, otrzymując odpowiednio 20,1% głosów (71 mandatów) oraz 17,8% głosów (48 mandatów).
Po kolejnych porażkach Aleksis Tsipras ustąpił z funkcji lidera partii. We wrześniu 2023 nowym przewodniczącym Syrizy został Stefanos Kaselakis. Po jego wyborze doszło do szeregu odejść z ugrupowania. W 2024 Syriza uzyskała 4 miejsca w Parlamencie Europejskim X kadencji. We wrześniu tegoż roku władze centralne partii przegłosowały wobec swojego lidera wotum nieufności. W tym samym miesiącu sekretariat polityczny partii potwierdził jego usunięcie ze stanowiska przewodniczącego. W listopadzie 2024 na nowego przewodniczącego formacji został wybrany Sokratis Famelos.